# 玉子豆腐

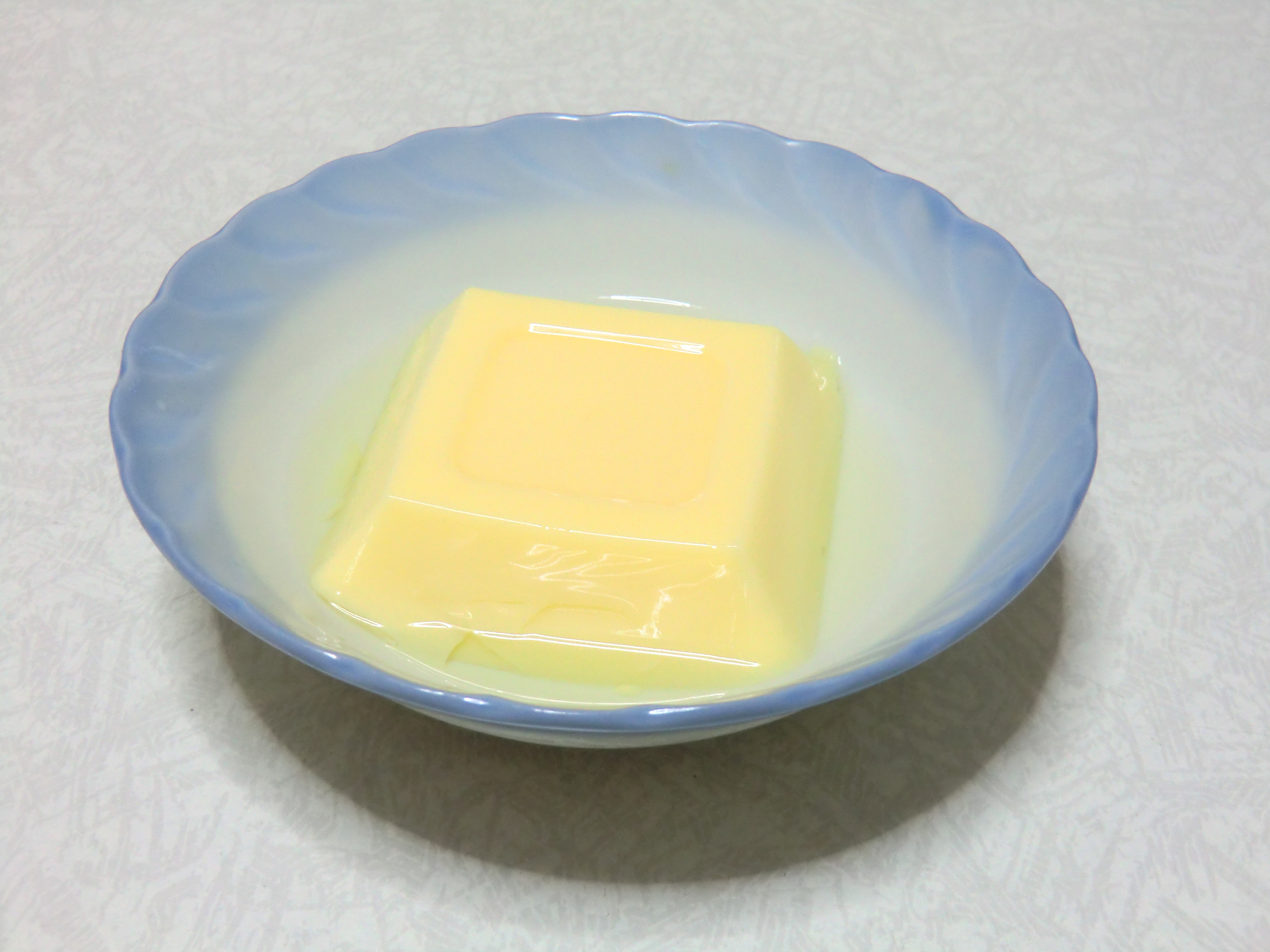
玉子豆腐

玉子豆腐（日语：／ tamago dōfu */?），又称鸡蛋豆腐，在中國大陸又稱日本豆腐，是一种源自日本的食物。其主要原料为鸡蛋，口感类似蒸蛋，因形状类似豆腐而得名，本身不含大豆成分。

## 历史
玉子豆腐诞生于日本江户时代。1785年出版的《万宝料理秘密箱》中“玉子百珍”一节里，介绍了“卵豆腐”的制作方法。玉子豆腐后来流传至东南亚，并在20世纪90年代由马来西亚传入中国。

## 制作及方法
传统的玉子豆腐是用鸡蛋与日式高汤制成，鸡蛋与高汤的比例大致为1:2，混合均匀后蒸熟制成。现代工厂大规模生产的玉子豆腐一般以纯水代替日式高汤，一般还会加入其它调味料和焦磷酸钠、三聚磷酸钠等食品添加剂，且以管状塑料袋包装。